# Мир (Брестская область)
Мир (бел. Мір) — агрогородок в Барановичском районе Брестской области на западе Белоруссии Входит в состав Новомышского сельсовета.

## География
Находится в 600 метрах от ближайшей железнодорожной станции Козлякевичи.

## Инфраструктура
- Фельдшерско-акушерский пункт — улица Цветочная, 1[1].
- Средняя школа — улица Солнечная, 12[1].
- Дом культуры — улица Центральная, 3[1].
- Баня — улица Цветочная, 5[1].
- Отделение «Беларусбанка» — улица Центральная, 3[1].

## Население
По данным переписи населения 2019 года, в агрогородке Мир проживает 861 человек.
| Численность населения (по переписи) | Численность населения (по переписи) | Численность населения (по переписи) |
| 1999                                | 2009                                | 2019                                |
| ----------------------------------- | ----------------------------------- | ----------------------------------- |
| 992                                 | ↘919                                | ↘861                                |

## Достопримечательности
- Памятник землякам. Мирным гражданам, погибшим в годы Великой Отечественной войны.